# Collège héraldique de France
Ne doit pas être confondu avec Collège de France.
Le Collège héraldique de France, fondé en 1841, est une autorité héraldique française privée, constituée sous la forme d'une association. Elle est active sous tous les régimes du XIXe siècle en France, de la monarchie de Juillet à la Troisième République.
Fondé dans l’intérêt particulier des anciennes familles, il s’occupe d’archéologie nobiliaire, de paléographie, de travaux et de recherches historiques et généalogiques.

## Histoire

### Fondation
Créé par Claude Drigon, marquis de Magny, auteur des Archives nobiliaires universelles (bulletin du Collège archéologique et héraldique de France) et du Livre d’or de la noblesse de France, qui en devient le secrétaire général. Les deux fils de celui-ci, Édouard (1823-1895) et Ludovic (1826-1914), sont également généalogistes et héraldistes.

### Disparition
Le fonds du Collège héraldique de France est dispersé dans les années 1930, les « archives de la noblesse » étant, au moins en partie, mises en vente à l’hôtel Drouot en 1935-1937. L'association d'entraide de la noblesse française (ANF), créée en 1932, apparaît indirectement comme une successeure de l'association et reconstitue au fil des ans un nouveau fonds d'achives.

### Recréation d'une autorité publique consultative
Une commission nationale d'héraldique est créée en 1980 par une circulaire du directeur général des archives de France pour conseiller les communes et les départements dans le choix de leurs armoiries, la commission a vu ses compétences et sa composition précisées par décision ministérielle du 14 décembre 1999. Une décision ministérielle du 4 février 2015 a élargi ses missions, en lui permettant de conseiller les particuliers qui désirent créer des armoiries. Cet élargissement a été révoqué en 2021.